# 실포아풀
실포아풀은 벼과의 두해살이풀로 학명은 Poa acroleuca이다. 꾸레미풀 또는 실꿰미풀이라고도 한다.

## 분포
한국·일본·대만·중국 등지에 자라며 음지나 도랑 근처에서 자란다.

## 특징
밑부분은 굽으나 윗부분은 곧추 자라고 높이 40-50cm로서 짙은 녹색이다. 잎은 길이 10-15cm, 나비 1.5-3mm이고 잎집은 밋밋하다. 꽃은 5-6월에 피고 원추꽃차례에 달린다. 가지는 2개씩 달리고 비스듬히 퍼지며 잔돌기가 있다. 작은이삭은 난형이고 3-5개의 꽃이 들어 있으며 녹색이다. 포영은 피침형이고 호영은 좁은 난형이며 측면의 밑부분과 맥 위에 백색 털이 있다.